# Joseph Leonardus Adriaan Maria van Roessel
Joseph Leonardus Adriaan Maria van Roessel (Tilburg, 18 maart 1899 – overleden, datum onbekend) was een wethouder van Eindhoven voor de NSB. 

## Afkomst en opleiding
Van Roessel werd geboren als zoon van Jacobus Gerardus Cornelis Josephus van Roessel en Agnes Maria Huberta Josephina Swagemakers. Hij was civiel ingenieur van de Technische Hogeschool van Delft en Diplomingenieur van de Technische Hochschule in Aken. 

## Functies
Na zijn studies was hij tien jaar directeur gemeentewerken in Bergen op Zoom en lid van de streekplancommissie voor Noord-Brabant. Hij werd in 1938 door het gemeentebestuur ontslagen vanwege zijn publicatie De duivelsche drieëenheid en zijn daarmee aangetoonde nationaalsocialistische gezindheid. Na zijn ontslag werkte hij twee jaar in Duitsland, onder andere aan de Westwall. 
Hij was vanaf 1940 in Vlaanderen twee jaar de facto hoofdredacteur van het anti-Joodse strijdblad Volksverwering, later Volksche aanval. Bij de oprichting van Volksverwering Uitgeverij nv in februari 1941 tekende hij in op 60 van de 200 aandelen. Hij gaf in 1941 een reeks politieke cursussen voor de Antwerpse Volksverweerders.
Van Roessel was daarna raadgevend ingenieur bij de beruchte General-Kommissar Heinrich Schoene, in het door de nazi's bezette Litouwen. Hij keerde naar Nederland terug en was een kleine twee maanden in Eindhoven wethouder van gemeentebedrijven en gemeentewerken, tot september 1944. Hij verdween daarna zonder een spoor achter te laten. Hij was ongehuwd.

## Publicaties
- De duivelsche drieëenheid. Over Jodendom, Vrijmetselarij en Jezuïtisme. 1938

Andere geschriften:
- Staalharde feiten. Voor den arbeider-tegen de geldzakken
- Christenen, let op uw zaak
- La politique mondiale des Jésuites